# Ultratop
Ultratop – organizacja publikująca zestawienia list przebojów w Belgii. Ultratop jest organizacją non-proft, która została założona przez Belgian Entertainment Association (BEA), będącą członkiem stowarzyszenia International Federation of the Phonographic Industry.
Ultratop publikuje notowania dla regionów flamandzkiego i walońskiego.

## Notowania

### Flandria

#### Albumy
- Ultratop 200 Albums
- Ultratop 20 Compilaties
- Ultratop 40 Belgische Albums
- Ultratop 10 Muziek-DVD
- Ultratop 20 Mid Price
- Ultratop 20 Klassieke Albums

#### Single i piosenki
- Ultratop 50 Singles
- Ultratip Bubbling Under
- Ultratop 50 Dance
- Vlaamse Top 30
- Ultratop 50 Urban
- Ultratop 50 Airplay
- Ultratop Dance Bubbling Under
- Ultratop 50 Back Catalogue Singles

### Walonia

#### Albumy
- Ultratop 200 Albums
- Ultratop 20 Compilations
- Ultratop 20 Albums Belges
- Ultratop 10 DVD Musicaux
- Ultratop 20 Mid Price
- Ultratop 20 Albums Classiques

#### Single i piosenki
- Ultratop 50 Singles
- Ultratip Bubbling Under
- Ultratop 50 Dance
- Ultratop 50 Airplay
- Ultratop Dance Bubbling Under
- Ultratop 30 Back Catalogue Singles